# 10152 Ukichiro
10152 Ukichiro este un asteroid din centura principală de asteroizi.

## Descriere
10152 Ukichiro este un asteroid din centura principală de asteroizi. A fost descoperit pe 11 septembrie 1994 la Kiyosato de Satoru Ōtomo. Asteroidul prezintă o orbită caracterizată de o semiaxă mare de 2,36 ua, o excentricitate de 0,14 și o înclinație de 6,5° în raport cu ecliptica.